# 見市雅俊
見市 雅俊（みいち まさとし、1946年10月 - ）は、日本の歴史学者。中央大学名誉教授。専門はイギリス史。

## 来歴
- 1969年（昭和44年）東京教育大学文学部史学科西洋史専攻卒業
- 1973年（昭和48年）一橋大学大学院社会学研究科修士課程修了、指導教官都築忠七[1]
- 1974年（昭和49年）同博士課程中退
- 同年 京都大学人文科学研究所助手（～1981年）
- 1981年（昭和56年）和歌山大学経済学部講師（～1983年）
- 同年 サセックス大学ブリティッシュ・カウンシル給費生（～1982年）
- 1983年（昭和58年）和歌山大学経済学部助教授（～1985年）
- 1985年（昭和60年）中央大学文学部助教授（～1989年）
- 1989年（平成元年）中央大学文学部教授
- 2009年（平成21年）中央大学図書館長
- 2017年（平成29年）中央大学定年退職、中央大学名誉教授[2]

## 著書

### 単著
- 『コレラの世界史』（晶文社、1994年、新版2020年）ISBN 9784794971791
- 『ロンドン=炎が生んだ世界都市――大火・ペスト・反カソリック』（講談社選書メチエ、1999年）
- 『近代イギリスを読む』（法政大学出版局、2011年）

### 共著
- （高木勇夫・柿本昭人・南直人・川越修）『青い恐怖 白い街――コレラ流行と近代ヨーロッパ』（平凡社, 1990年）

### 共編著
- （阿部安成・小関隆・光永雅明・森村敏己）『記憶のかたち――コメモレイションの文化史』（柏書房, 1999年）
- （斎藤修・脇村孝平・飯島渉）『疾病・開発・帝国医療――アジアにおける病気と医療の歴史学』（東京大学出版会, 2001年）

### 訳書
- D・E・アプター、J・ジョル編『現代のアナキズム』大沢正道・江川允通共訳（河出書房新社, 1973年）
- ジョン・コルヴィル『ダウニング街日記――首相チャーチルのかたわらで（上・下）』都築忠七・光永雅明共訳（平凡社「20世紀メモリアル」, 1990-91年）
- ジョルジュ・ヴィガレロ『清潔になる<私>――身体管理の文化誌』監訳（同文舘出版, 1994年）
- スティーヴン・ハウ『帝国　1冊でわかる』（岩波書店, 2003年）
- ロイ・ポーター『啓蒙主義　ヨーロッパ史入門』（岩波書店, 2004年）
- デイヴィッド・アーノルド『身体の植民地化　19世紀インドの国家医療と流行病』（みすず書房, 2019年）